# Charles Rathgeb
Charles Rathgeb (* 4. April 1897 in Lyon; † 7. Oktober 1988 in Muri bei Bern) war Oberstdivisionär der Schweizer Armee, Bibliophiler und Ehrenbürger von Wallisellen.

## Leben
Seine obligatorische Schulzeit absolvierte Rathgeb in Lyon und Genf. Im Jahr 1921 wurde er zum Elektroingenieur an der ETH Zürich diplomiert. 1922–1936 arbeitete er in der Privatwirtschaft als Prokurist in Genf. Im Militär wurde er Generalstabsoffizier und Sektionschef der Generalstabsabteilung. 1941 wurde er Oberst und Abteilungschef. 1951 wurde er zum Divisionär ernannt und stieg zum Waffenchef der Genie- und Festungstruppen auf. Ab 1961 war er Leiter der Neuorganisation der Genietruppen. Rathgeb förderte in Ausbildungskursen den Geniedienst aller Waffengattungen. Ende 1962 ging er in den Ruhestand.
Er war ein begeisterter Sammler für Werke in französischer Literatur und Byzantinistik.